# Sony Ericsson W995
Chiếc điện thoại dáng trượt Sony Ericsson W995 được thiết kế bởi Sony Ericsson là đầu tàu trong dòng Walkman, còn được biết đến với tên mã Hikaru. W995 được ra mắt vào ngày 4 tháng 6 năm 2009 và sử dụng phiên bản 'Walkman Player' thứ 4. Đây cũng là chiếc điện thoại Walkman đầu tiên được trang bị jack cắm chuẩn 3.5mm. Chiếc điện thoại còn sở hữu camera 8.1MP như Sony Ericsson C905, là camera tốt nhất trong số các điện thoại dòng Walkman.
W995 có mặt trên thị trường với 3 màu: Progressive Black, Cosmic Silver và Energetic Red. Ngoài ra nó còn đi kèm thẻ nhớ ngoài 8GB.
Vào ngày 21 tháng 8, 2009, W995 đã thắng giải Điện thoại nghe nhạc hay nhất EISA (EISA Best Music Phone Award).

## Chức năng
- jack 3.5mm [1]
- Pin [1]
  - Giờ thoại - 9 giờ
  - Nghe nhạc - 20 giờ
  - Xem Video - 5 giờ
- Điều khiển rung (Ổn định hình ảnh)
- Camera 8.1MP Camera với autofocus, đèn LED, nhận dạng khuôn mặt, nhận dạng nụ cười và các chức năng hình ảnh tốt nhất
- Bluetooth 2.0 với A2DP
- Stereo Speakers
- TrackID
- SensMe
- Walkman Player 4.0
- MMS
- SMS
- Hiển thị hình ảnh - 240 x 320 pixels (2.6 in.)
- Truy cập Internet
- WAP
- 3G / HSPA
- GPS với chức năng a-GPS
- Wi-Fi
- Bộ giao thức SIP
- Quad band
- đài FM
- Biên tập Hình Ảnh/Video
- Tương thích BBC iPlayer và YouTube.